# Годтфред, Олаф
Олаф Го́дтфред (фар. Olaf Godtfred; род. 28 августа 2002 года в Воавуре, Фарерские острова) — фарерский футболист, защитник клуба «Сувурой».

## Карьера
Олаф воспитывался в академиях «Сувуроя» и единой сувуройской команды «ТБ/ФКС/Ройн». После распада последних он стал игроком первой команды воавурцев. Его дебют во взрослом футболе состоялся 6 апреля 2019 года: защитник заменил Якупа Йоэнсена на 90-й минуте встречи с «Хойвуйком» в рамках . В своём первом сезоне на взрослом уровне Олаф также сыграл в поединке с третьей командой клуба «ЭБ/Стреймур». В 2020 году защитник провёл 3 игры во втором фарерском дивизионе.
В 2021—2024 годах Олаф играл за вторую команду воавурцев, в общей сложности приняв участие в 22 встречах. В 2023 году он вместе с ней выиграл третий дивизион. В 2024 году защитника снова привлекли к матчам первой команды «Сувуроя», и он отыграл за неё 2 игры в первом дивизионе. 30 марта 2025 года Олаф впервые появился на поле в фарерской премьер-лиге: в матче с «ХБ» он вышел на замену вместо Якупа Йоэнсена на 90-й минуте.

## Достижения
«Сувурой II»
- Победитель третьего дивизиона (1): 2023

## Личная жизнь
Старший брат Олафа, Доаньяль (род. 1996) — тоже футболист. Братья вместе играют за «Сувурой».